# Yuto Totsuka
Yuto Totsuka (en japonés: 戸塚優斗, Totsuka Yuto; Yokohama, 27 de septiembre de 2001) es un deportista japonés que compite en snowboard, especialista en la prueba de halfpipe.
Ganó tres medallas en el Campeonato Mundial de Snowboard entre los años 2019 y 2025. Adicionalmente, consiguió cuatro medallas en los X Games de Invierno.

## Medallero internacional
| Campeonato Mundial | Campeonato Mundial         | Campeonato Mundial | Campeonato Mundial |
| Año                | Lugar                      | Medalla            | Prueba             |
| ------------------ | -------------------------- | ------------------ | ------------------ |
| 2019               | Park City (Estados Unidos) | Medalla de plata   | Halfpipe           |
| 2021               | Aspen (Estados Unidos)     | Medalla de oro     | Halfpipe           |
| 2025               | Engadina (Suiza)           | Medalla de bronce  | Halfpipe           |

| X Games de Invierno | X Games de Invierno    | X Games de Invierno | X Games de Invierno |
| Año                 | Lugar                  | Medalla             | Prueba              |
| ------------------- | ---------------------- | ------------------- | ------------------- |
| 2019                | Aspen (Estados Unidos) | Medalla de plata    | Superpipe           |
| 2020                | Aspen (Estados Unidos) | Medalla de plata    | Superpipe           |
| 2021                | Aspen (Estados Unidos) | Medalla de oro      | Superpipe           |
| 2025                | Aspen (Estados Unidos) | Medalla de plata    | Superpipe           |